# Clutia africana
Clutia africana là một loài thực vật có hoa trong họ Peraceae. Loài này được Poir. mô tả khoa học đầu tiên năm 1811.